# Jizã (região)
Jizã (em árabe: جيزان‎; romaniz.: Jizan) é uma região da Arábia Saudita, com sede em Jizã. Tem 11 671 quilômetros quadrados e segundo censo de 2018, havia 1 603 659 habitantes.